# パイク郡 (ペンシルベニア州)

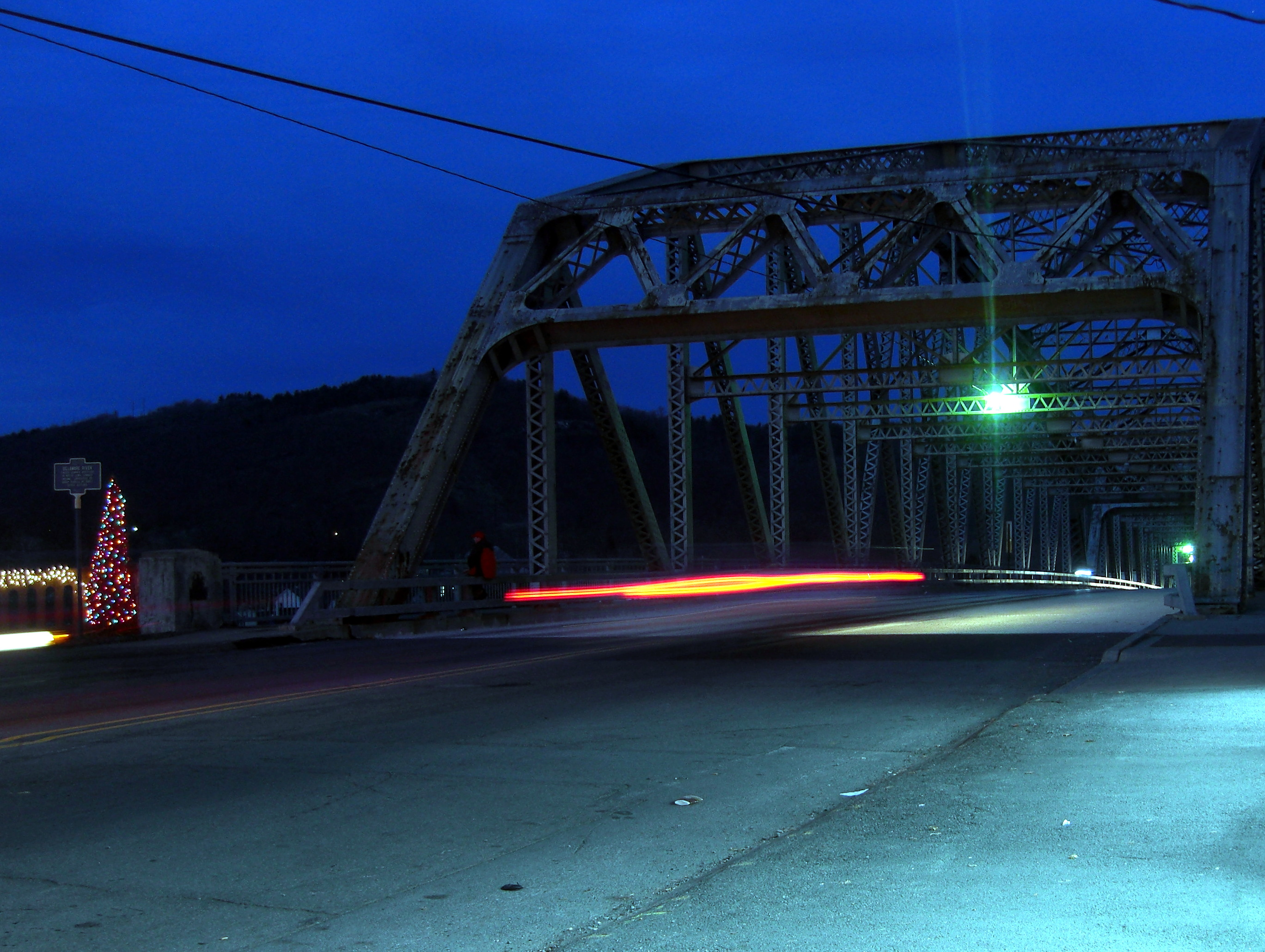
ミッド・デラウェア橋

パイク郡（英: Pike County）は、アメリカ合衆国ペンシルベニア州の東部に位置する郡である。2010年国勢調査での人口は57,369人であり、2000年の46,302人から23.9%増加した。郡庁所在地はミルフォード・ボロ（人口1,021人）であり、同郡で人口最大の町はマタモラス・ボロ（人口2,469人）である。パイク郡はニューヨーク市を取り囲むニューヨーク大都市圏の西端にあると見なされている。ニューヨーク広域都市圏に含まれるペンシルベニア州唯一の郡である。2006年時点で州内でも最も人口増加率の高い郡だった。

## 歴史
パイク郡の名前はゼブロン・パイクに因んで名付けられた。1814年3月26日にウェイン郡から分離して設立された。
この地域の元々の住人はレナペ族インディアンであり、後にはデラウェア族と呼ばれた。1694年、ニューヨーク植民地総督のベンジャミン・フレッチャーがアレント・スカイラー大尉を派遣し、フランスがイギリスに対抗するために同盟インディアンを集めているという噂を確認させた。1696年、フレッチャーは、ニューヨークのアルスター郡の多くの住民が、ニューヨークとの国境に近い土地をインディアンから購入することを承認した。その子孫がパイク郡では初のヨーロッパ人開拓者になった。
1725年、ニコラス・デピュイが地域初の開拓者になった。1733年、トマス・クィックが後にミルフォードとなる地域に入ってきた。1735年、アンドリュー・ディングマンが後のディングマンズフェリーとなるデラウェア川沿いの土地に入植した。これら初期の開拓者はインディアンとうまく付き合っていた。しかし、開拓者の数が増えると土地の争いが起こった。1737年、悪名高いウォーキング・パーチェイス（1日歩いた土地を購入する）によって現在のパイク郡領域の半分以上からインディアンを追い出すことになり、暴力沙汰に繋がった。

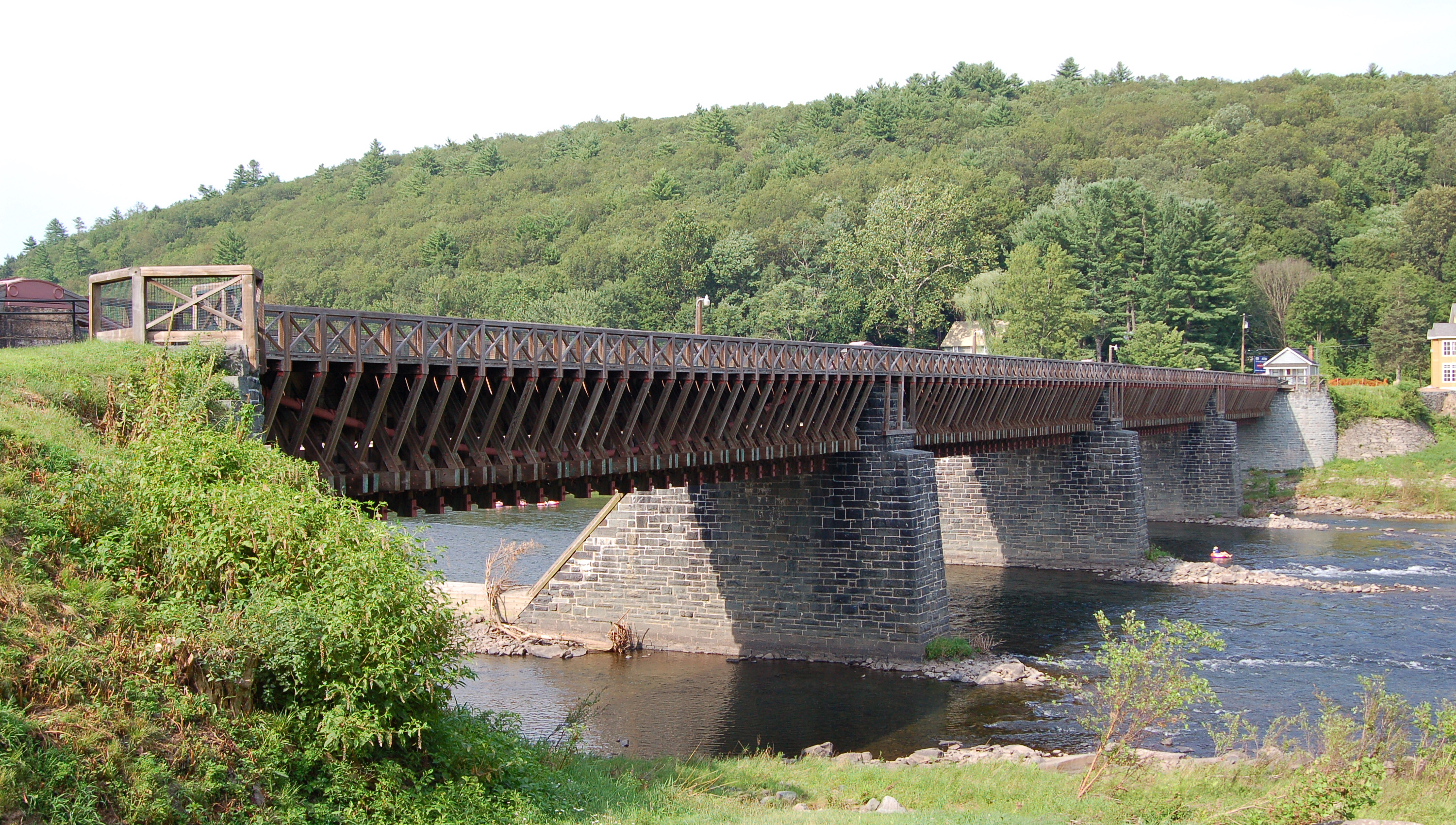
ローブリングのデラウェア導水路

19世紀初期、カーボンデールの町となる地域の近くで石炭が発見された。米英戦争の後でイギリスが石炭輸出を制限したために、急速に拡大するニューヨーク市で燃料不足が発生していただけに、これは特に重要なことになった。ニューヨーク市まで石炭を運ぶために、カーボンデールからホーンズデールまでの重力式鉄道が提案され、またホーンズデールからハドソン川のキングストンには運河も提案された。この運河の計画は1823年にニューヨーク州から承認された。1825年に総延長108マイル (174 km) のデラウェア・アンド・ハドソン運河の工事が始まり、1828年には完工した。現在のキングストン近くのハドソン川が終点となるこの運河は利益がでることが分かった。しかし、艀を「潮だまりダム」を越える綱引きフェリーを使ってデラウェア川を渡す必要があったために、運河の通行が滞留し、輸送費が大きく上がった。ジョン・ローブリングが、吊り橋と導水路で川を越えさせる提案をした。この革新的な構造は通常なら橋脚が5本必要なところに3本だけでまかなえた。流氷や筏は橋に傷を付けずに下を通過させることができた。この運河にはその後も3か所で吊り橋型導水路が造られた。ローブリングのデラウェア導水路は今も残っており、おそらくアメリカでは最古の吊り橋である。アメリカ合衆国国定歴史建造物に指定されている。
この運河を通じて51年間石炭がニューヨーク市に運ばれた。しかし鉄道が開発され、運河よりも速く、安く、運河が凍っているときでも運行できたので、運河の時代は終わった。ニューヨーク・アンド・エリー鉄道が運河の代替となり、運河は1898年に放棄された。
1926年、ウォレンポーパック・クリーク沿い、元はウィルソンビルの村で、現在はウォレンポーパック湖に沈んでいる場所で、ペンシルベニア電力照明会社が水力発電所を建設した。2,700人の労働者が2年間働いてダムを完成させ、建設費は1,026,000米ドルに上った。このために100か所近い土地、多くの農園、納屋、家屋が壊されるか移動した。延長17マイル (27 km) の道路と通信線が移設され、墓地も移設された。
1990年から2000年、パイク郡の人口は65.2%増加した州内最速となり、2000年から2004年の4年間でも16.9%増加した。この地域は州税や郡税が比較的安く、手頃な住宅価格、さらには州間高速道路80号線や同84号線でニューヨーク市の北部郊外にすぐに行けるという利点があった。

## 地理
アメリカ合衆国国勢調査局に拠れば、郡域全面積は567平方マイル (1,468 km2)であり、このうち陸地547平方マイル (1,416 km2)、水域は20平方マイル (51 km2)で水域率は3.50%である。
郡の地形は東部の川沿い平野部から急速に高度があがり、また西部ではポコノ山地のうねりがある丘陵部となっている。郡内最高地点はグリーン・タウンシップにある無名丘陵の1つであり、標高は約2,110フィート (643 m) である。最低地点はブッシュキル川とデラウェア川の合流点であり、標高は約340フィート (103.6 m) である。

### 隣接する郡
- サリバン郡 (ニューヨーク州) - 北
- オレンジ郡 (ニューヨーク州) - 東
- サセックス郡 (ニュージャージー州) - 南東
- モンロー郡 - 南西
- ウェイン郡 - 北西

### 国立保護地域
- デラウェア・ウォーターギャップ国立レクリエーション地域（部分）
- デラウェア川中域国立景観河川（部分）
- デラウェア川上流域レクリエーション河川（部分）

### 州立保護地域
- デラウェア州有林（部分）
- プロミストランド州立公園

## 人口動態
以下は2000年国勢調査による人口統計データである。
| 基礎データ - 人口: 46,302人 - 世帯数: 17,433 世帯 - 家族数: 13,022 家族 - 人口密度: 33人/km2（85 人/mi2） - 住居数: 34,681 軒 - 住居密度: 24軒/km2（63軒/mi2） 人種別人口構成 - 白人: 93.10% (71.6%) - アフリカン・アメリカン: 3.27% - ネイティブ・アメリカン: 0.24% - アジア人: 0.62% - 太平洋諸島系: 0.01% - その他の人種: 1.30% - 混血: 1.47% - ヒスパニック・ラテン系: 5.00% 先祖による構成 - ドイツ系：18.9% - アイルランド系：18.6% - イタリア系：18.5% - イギリス系：6.2% - ポーランド系：5.3% | 年齢別人口構成 - 18歳未満: 26.7% - 18-24歳: 5.3% - 25-44歳: 27.7% - 45-64歳: 25.1% - 65歳以上: 15.2% - 年齢の中央値: 40歳 - 性比（女性100人あたり男性の人口） - 総人口: 99.3 - 18歳以上: 97.3 世帯と家族（対世帯数） - 18歳未満の子供がいる: 34.4% - 結婚・同居している夫婦: 63.5% - 未婚・離婚・死別女性が世帯主: 7.6% - 非家族世帯: 25.3% - 単身世帯: 20.7% - 65歳以上の老人1人暮らし: 8.4% - 平均構成人数 - 世帯: 2.63人 - 家族: 3.06人 |

## 政治
2008年11月時点でパイク郡には45,753 人の登録有権者がいた。
- 共和党: 20,087 (43.90%)
- 民主党: 16,967 (37.08%)
- その他の政党: 8,699 (19.01%)

郡政レベルでは昔から共和党が強く、州や国政レベルでも共和党を支持する傾向にある。2000年アメリカ合衆国大統領選挙では、共和党のジョージ・W・ブッシュが郡投票総数の53％を獲得し、対する民主党のアル・ゴアは42%だった。2004年では、ブッシュが58％、民主党のジョン・ケリーが40%と差を広げた。2008年、共和党のジョン・マケインが51%、民主党のバラク・オバマは47%だった。人口が増えるにつれて民主党の支持勢力が増え、民主党州知事のエド・レンデルは2006年に53%の支持を集めた。2008年の選挙で、州役人に当選した民主党員4人では、1人だけがパイク郡を制した。
郡は、アメリカ合衆国下院議員ペンシルベニア州第10選挙区に属し、2013年時点では共和党議員を選出している。
ペンシルベニア州議会上院では第20選挙区に属しており、下院では第139、および第189選挙区に属している。2013年時点で上院は共和党、下院も共和党が独占している。

## 都市と町

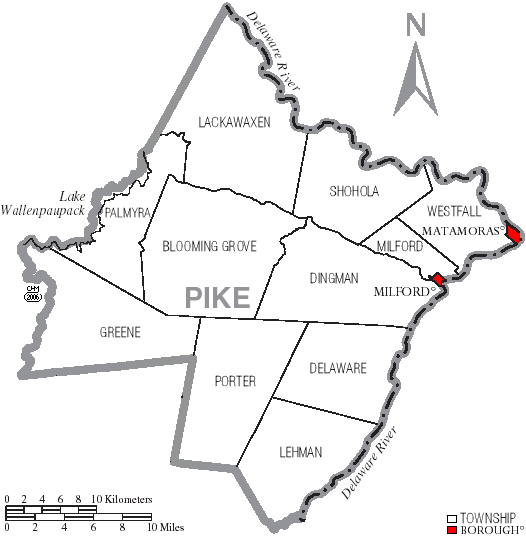
パイク郡の自治体、ボロは赤、タウンシップは白、国勢調査指定地域は青

ペンシルベニア州法の下では4種類の自治体がある。市、ボロ、タウンシップ、町である。

### ボロ
- マタモラス
- ミルフォード (ペンシルベニア州)（英語版） - 郡庁所在地

### タウンシップ
| - ブルーミンググローブ - デラウェア - ディングマン - グリーン - ラッカワクセン - レーマン | - ミルフォード - パルミラ - ポーター - ショホラ - ウェストフォール |

### 国勢調査指定地域
国勢調査指定地域はアメリカ合衆国国勢調査局が人口統計データを取るために設定した地域である。州法の下では実際の司法権が及ぶ範囲ではない。村などその他の未編入領域も下記に挙げる。
| - バーチウッドレイクス - コナショーレイクス - フォーンレイクフォレスト - ゴールドキーレイク - ヘムロックファームズ - マストホープ | - パインリッジ - ポコノマウンテンレイクエステイツ - ポコノランチランズ - ポコノウッドランドレイクス - ソークリーク - サンライズレイク |

## 教育

### 公共教育学区
- デラウェアバレー教育学区

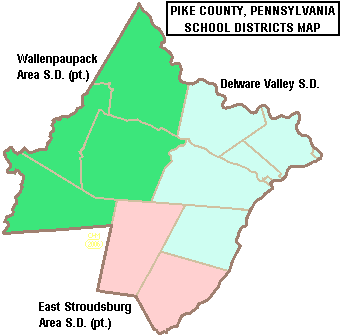
パイク郡教育学区の区分図

- イーストストラウズバーグ地域教育学区（一部はモンロー郡内）
- ウォレンポーパック地域教育学区

2011年、ポーター・タウンシップ住人は、ペンシルベニア州教育長官に請願し、そのタウンシップをイーストストラウズバーグ地域教育学区からウォレンポーパック地域教育学区に移管することに成功した。イーストストラウズバーグ地域教育学区が出した異議申し立ては、2012年4月にコモンウェルス裁判所で審問された。

### 私立学校
- パイク郡障害者開発センター Co, Ltd. – ミルフォード
- ニューライフ・クリスチャン・デイスクール – マタモラス
- サンシャイン・アカデミー – ミルフォード

## 著名な出身者
- ヴァネッサ・カールトン（1980年- ）、シンガーソングライター